# 箱ぞり

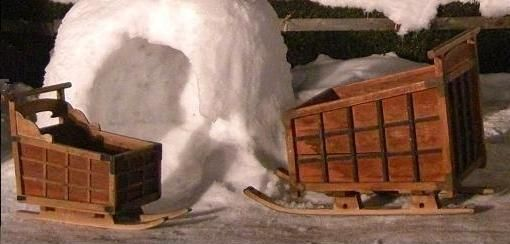

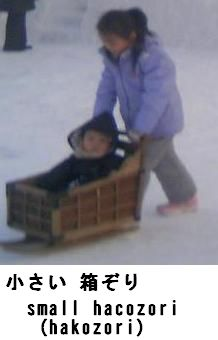

箱ぞり（はこぞり）は日本の雪国で使われていた道具で、箱状の荷台にソリが付いたもの。北海道、東北、北陸、甲信越などの雪国では、雪が降ると箱ぞりを出して物を入れて運んだ。箱橇、箱ゾリとも表記する。

## 構造
箱ぞりの大きさは大人一人が乗れるくらいが一般的だが、子供用箱ぞりも有ったようである。
意匠（デザイン）は地方によって違うようである。秋田の箱ぞりは格子模様の飾りが施されていて、地板の色はあずき色が多い。この意匠は山形にもあるようであるが、圧倒的に秋田に多い。
更に部分的に意匠を施して、同じ箱ぞりでも、それぞれ個性を主張している。

## 利用
昭和30年代頃までは、自動車も余り普及していなかったので、雪が降っても今のように十分除雪しなかった。昔から物を運ぶ手段として、大きいものは馬そり（馬橇、馬ソリ）、小さいものは箱ぞりを利用した。時には、医者に連れて行く病人も運んだようである。
今では日常使うことはなく、観光用に使われたり、民具などの歴史資料館に保存されたり、個人的に収集されたりしている程度である。